# Nikolai Igorewitsch Oljunin
Nikolai Igorewitsch Oljunin (russisch Николай Игоревич Олюнин; * 23. Oktober 1991 in Krasnojarsk) ist ein russischer Snowboarder. Er startet im Snowboardcross.

## Werdegang
Oljunin fuhr sein erstes Weltcuprennen im September 2009 in Chapelco, welches er auf dem 39. Platz im Snowboardcross beendete. Bei den Snowboard-Juniorenweltmeisterschaften 2010 in Cardrona gewann er Gold im Snowboardcross. Bei den Snowboard-Weltmeisterschaften 2011 in La Molina kam er auf den 34. Platz. Nach Weltcupplatzierungen im Mittelfeld erreichte er im Februar 2011 in Stoneham mit dem sechsten Rang erstmals eine Top-Zehn-Resultat. In der folgenden Saison holte er am selben Wettkampfort mit dem zweiten Rang seinen ersten Podestplatz. Bei den Snowboard-Weltmeisterschaften 2013 in Stoneham errang er den 17. Platz. Nach schwachen Saisonstart in die Saison 2013/14 belegte er beim Weltcuprennen in Vallnord-Arcalís den fünften Rang. Bei seiner ersten Olympiateilnahme 2014 in Sotschi gewann er Silber im Snowboardcross. Beim letzten Weltcuprennen der Saison in La Molina erreichte er den zweiten Platz. Er beendete die Saison auf dem neunten Rang in der Snowboardcrosswertung. Bei den Snowboard-Weltmeisterschaften 2015 am Kreischberg kam er auf den 18. Rang. Bei der Winter-Universiade 2015 in Sierra Nevada gewann er Gold. Im März 2015 wurde er in Veysonnaz zweiter und beendete die Saison auf dem dritten Rang im Snowboardcross-Weltcup. In der Saison 2015/16 kam er im Weltcup viermal unter die ersten Zehn. Dabei belegte er einmal den dritten und einmal den zweiten Platz. Beim Weltcup in Feldberg holte er seinen ersten Weltcupsieg und erreichte zum Saisonende den vierten Platz im Snowboardcross-Weltcup. In den folgenden Jahren kam er bei den Snowboard-Weltmeisterschaften 2017 in Sierra Nevada auf den 17. Platz und bei den Olympischen Winterspielen 2018 in Pyeongchang auf den 11. Rang.

## Teilnahmen an Weltmeisterschaften und Olympischen Winterspielen

### Olympische Winterspiele
- 2014 Sotschi: 2. Platz Snowboardcross
- 2018 Pyeongchang: 11. Platz Snowboardcross

### Snowboard-Weltmeisterschaften
- 2009 Gangwon: 40. Platz Snowboardcross
- 2011 La Molina: 34. Platz Snowboardcross
- 2013 Stoneham: 17. Platz Snowboardcross
- 2015 Kreischberg: 18. Platz Snowboardcross
- 2017 Sierra Nevada: 17. Platz Snowboardcross

## Weltcupsiege und Weltcup-Gesamtplatzierungen

### Weltcupsiege
| Nr. | Datum           | Ort      |
| --- | --------------- | -------- |
| 1.  | 23. Januar 2016 | Feldberg |

### Weltcup-Gesamtplatzierungen
| Saison  | Platz | Punkte |
| ------- | ----- | ------ |
| 2009/10 | 46.   | 162    |
| 2010/11 | 23.   | 772    |
| 2011/12 | 10.   | 1900   |
| 2012/13 | 28.   | 707    |
| 2013/14 | 9.    | 1509   |
| 2014/15 | 3.    | 1560   |
| 2015/16 | 4.    | 3180   |
| 2016/17 | 18.   | 902,2  |
| 2017/18 | 28.   | 1273,7 |
| 2021/22 | 24.   | 43     |